# Pétrolia
Vous pouvez partager vos connaissances en l’améliorant (comment ?) selon les recommandations des projets correspondants.
Pétrolia est une compagnie pétrolière québécoise.  La Société fut fondée en 2002 par André Proulx.  Le siège social de Pétrolia est situé dans la ville de Québec. La Société possède des intérêts sur un territoire de plus de 14 000 km2 dans l’Est du Québec. Ce territoire représentait jadis entre 70 % et 80 % du potentiel pétrolier en milieu terrestre au Québec ; il représente 20 % des permis gouvernementaux en mars 2015. Pétrolia mène ses activités en Gaspésie et sur l'île d'Anticosti.

## Projets en cours
Pétrolia et ses partenaires sont principalement actifs en Gaspésie et sur Anticosti. En Gaspésie, les propriétés Bourque, Haldimand font actuellement l'objet de divers travaux. Sur Anticosti, la première phase des travaux d'exploration est en cours depuis 2014 et les travaux se poursuivront jusqu'en 2016. Pétrolia et ses partenaires prévoient investir pour cette première phase en 55 et 60 millions de dollars. D'autres projets de la Société sont également à l'étude,.
Sur l'Anticosti, Petrolia détient partie de 35 licences qui jalonnent 6 000 km2; son intérêt est de 25 % dans six des licences, et de 50 % dans les 29 qui restent (voir ci-dessous).
Petrolia détient aussi 45 licences dans la région de Gaspé, y compris: Gaspé, Gastonguay, Gaspésia, Edgar and Marcel Tremblay. La propriété Edgar est détenue à 100 % par Petrolia et consiste en trois permis d'exploration. Le projet Marcel Tremblay est détenu à 100 % par Petrolia et consiste en deux permis. Le projet Gaspe dans l'est-centre du pays. Les propriétés Gastonguay et Bourque se trouvent à l'est de Murdochville, et la compagnie a découvert dans la dernière un volume de gaz naturel dite 'mouillé' qu'ils estiment 1,000 1 000 000 000 000 ft3. La propriété Haldimand se trouve sur la péninsule du même nom dans les parages de la ville de Gaspe. Quelques autres propriétés se dénomment Tar Point et Corte-Real, tous deux non loin du projet Haldimand ; la propriétés Dalhousie, dans la ville du Nouveau Brunswick; la propriétés Matapedia; et la propriété Restigouche, qui se trouve tout proche de la province du Nouveau Brunswick.

### Filiale "Anticosti Hydrocarbons L.P."
Le partenariat Anticosti Hydrocarbons L.P. est détenu par
- Ressources Québec Inc. - un fonds d'investissement du gouvernement québécois[9] (35 %),
- Investissements PEA Inc. - filiale de Pétrolia Inc. (21,67 %),
- St-Aubin E&P (Québec) Inc. - filiale de Maurel & Prom[10] (21,67 %),
- Corridor Resources Inc.[11] (21,67 %).

En 2015, le partenariat détient 38 permis d'exploration d'hydrocarbures sur les 6 195 km2 de l'île d'Anticosti. Il a signé un accord en octobre 2014 avec Gaz Metro, pour obtenir des connaissances techniques et marketing,. La formation schiste de Macasty est ciblée dans le cadre des travaux de 2015, financés à hauteur de 56,7 millions de dollars par le gouvernement du Québec. À Macasty on retrouverait le pétrole de schiste que renfermerait le sous-sol d’Anticosti en grande quantité.
Déjà, en 2010, les sociétés Corridor Resources et Petrolia avait creusé quatre puits sur Anticosti.

## Changement à la direction (2013-14) / (2016)
Le 17 septembre 2013, André Proulx, fondateur de l'entreprise, quitte ses fonctions de président-directeur général de Pétrolia. Selon la compagnie, cela est dû à une nouvelle « stratégie de croissance par la mise en œuvre de son plan de relève ». Ce changement, effectué pendant la campagne publicitaire nationale qui plaçait à l'avant-plan M. Proulx, s'exécute alors que la compagnie a entamé des poursuites judiciaires contre la ville de Gaspé. La démission serait le résultat d'un nouvel actionnaire européen français, Maurel et Prom.
Après quelques mois d'intérim assurés par le président exécutif du conseil d'administration, Myron Tétreault, c'est le premier vice-président de l'entreprise, Alexandre Gagnon, qui fut nommé PDG de la société au printemps 2014.
En août 2016, la société annonce des changements à sa direction après qu'Alexandre Gagnon eût annoncé au conseil d'administration qu'il quittait son poste de PDG ainsi que son siège au conseil d'administration. La société a amorcé les démarches destinées à pourvoir son poste à la direction générale. Dans l'intervalle, M. Martin Bélanger assurera la fonction de PDG par intérim.

## Entente avec Hydro-Québec
En 2008, la société d'État Hydro-Québec lance un appel d'offres pour céder les droits d'exploitation qu'elle détient à l'île d'Anticosti. Pétrolia acquiert ainsi 25 % à 50 % des parts pour 35 permis de recherche de pétrole et de gaz naturel . Cette entente, demeurée secrète jusqu'en septembre 2013, lève le voile sur ce que l'ancien Ministre du Développement durable et de l'Environnement péquiste, Daniel Breton avait qualifié de «vol du siècle» en 2011, alors qu'il ne siégeait toujours pas en tant qu'élu. Il aurait été révélé qu'Hydro-Quebec avait cédé ses permis en échange d’une promesse de redevance, entre 1 % et 3 %, si du pétrole de schiste était extrait du sous-sol.

## Conflit avec la ville de Gaspé
Détentrice de permis d'exploration pétrolière émis par le Ministère des Ressources naturelles (Québec), la compagnie voit pourtant ses activités bloquées par un règlement municipal de la ville de Gaspé qui souhaite protéger ses eaux souterraines. L'affaire n'a pu être réglée à l'amiable et la compagnie a entrepris de poursuivre la ville en Cour supérieure du Québec pour obtenir gain de cause et pouvoir maintenir ses activités d'exploration dans le secteur d'Haldimand.